# Phyllocolpa alienata
Phyllocolpa alienata är en stekelart som först beskrevs av Förster 1854.  Phyllocolpa alienata ingår i släktet Phyllocolpa, och familjen bladsteklar. Arten är reproducerande i Sverige.